# Ceratinia robusta
Ceratinia robusta är en fjärilsart som beskrevs av Richard Haensch 1905. Ceratinia robusta ingår i släktet Ceratinia och familjen praktfjärilar. Inga underarter finns listade i Catalogue of Life.